# 급수 (수학)

수학에서 급수(級數, 영어: series, ∑an)는 수열의 모든 항을 더한 것, 즉 수열의 합이다. 항의 개수가 유한한 유한급수(有限級數, 영어: finite series)와 항의 개수가 무한한 무한급수(無限級數, 영어: infinite series)로 분류된다. 무한급수의 경우, 항을 더해가면서 합이 어떤 값에 한없이 가까워지는 급수인 수렴급수와 그렇지 않은 발산 급수로 분류된다. 산술급수, 기하급수(등비급수)로도 분류할 수 있다. 급수의 항은 실수 · 복소수, 또는 벡터 · 행렬 · 함수 · 난수 등일 수 있으며, 이들은 주로 공식이나 알고리즘으로 표현된다. 유한급수는 대수학의 초등적인 방법으로도 충분히 다룰 수 있으나, 무한급수에 대한 깊이 있는 분석은 해석학적 수단, 특히 극한의 개념을 필요로 한다.
수열의 합에는 Σ(시그마, sigma) 기호가 쓰인다.

## 정의
수열 {\displaystyle (a_{n})_{n=0}^{\infty }}에 대한 (무한) 급수 {\displaystyle \sum _{n=0}^{\infty }a_{n}}는 수열의 항들의 형식적인 합이다. 즉,
{\displaystyle \sum _{n=0}^{\infty }a_{n}=a_{0}+a_{1}+a_{2}+\cdots }
급수 {\displaystyle \sum _{n=0}^{\infty }a_{n}}의 부분합(部分合, 영어: partial sum) {\displaystyle \sum _{n=0}^{N}a_{n}}은 처음 오는 유한 개의 항에 대한 합이다. 즉,
{\displaystyle \sum _{n=0}^{N}a_{n}=a_{0}+a_{1}+a_{2}+\cdots +a_{N}}
부분합의 수열 {\displaystyle \textstyle \left(\sum _{n=0}^{N}a_{n}\right)_{N=0}^{\infty }}이 수렴하면 이 급수를 수렴급수, 그렇지 않다면 발산 급수라고 한다. 수렴급수 {\displaystyle \sum _{n=0}^{\infty }a_{n}}의 합은 그 부분합의 극한이며, 이 역시 {\displaystyle \sum _{n=0}^{\infty }a_{n}}로 표기한다. 즉,
{\displaystyle \sum _{n=0}^{\infty }a_{n}=\lim _{N\to \infty }\sum _{n=0}^{N}a_{n}}
{\displaystyle \sum _{n=0}^{\infty }|a_{n}|}도 수렴하는 수렴급수를 절대 수렴급수, 그렇지 않은 수렴급수를 조건 수렴급수라고 한다.

### 가산 첨수 급수
가산 무한 집합 {\displaystyle I} 및, 자연수 집합 {\displaystyle \mathbb {N} }과 {\displaystyle I} 사이의 일대일 대응 {\displaystyle i\colon \mathbb {N} \to I}가 주어졌다고 하자. 그렇다면, 함수 {\displaystyle a\colon I\to \mathbb {R} }에 대한 급수 {\displaystyle \sum _{i\in I}a_{i}}는 다음과 같이 정의된다.
{\displaystyle \sum _{i\in I}a_{i}=\sum _{n=0}^{\infty }a_{i_{n}}}
다만, 이 정의가 유효하려면, 급수 {\displaystyle \sum _{i\in I}a_{i}}의 합이 일대일 대응 {\displaystyle i}의 선택에 의존하지 않아야 한다. 만약 급수가 적어도 하나의 {\displaystyle i}에 대하여 절대 수렴한다면, 다른 모든 {\displaystyle i}에 대해서도 절대 수렴하며, {\displaystyle \sum _{i\in I}a_{i}}의 합이 같다. 만약 급수가 적어도 하나의 {\displaystyle i}에 대하여 조건 수렴한다면, 다른 합을 갖게 되는 {\displaystyle i}가 존재하며, 나아가 리만 재배열 정리에 따라, 임의의 주어진 합을 갖도록 {\displaystyle i}를 취할 수 있다.

### 임의 첨수 급수
임의의 집합(특히 비가산 집합) {\displaystyle I}가 주어졌다고 하자. 모든 {\displaystyle i\in I}에 대해 {\displaystyle a_{i}\geq 0}이라고 가정하자. 급수 {\displaystyle \sum _{i\in I}a_{i}}를 다음과 같이 정의할 수 있다.
{\displaystyle \sum _{i\in I}a_{i}=\sup _{J\subset I,|J|<\infty }\sum _{i\in J}a_{i}\leq \infty }
이때 집합 {\displaystyle I'=\{i\in I\colon a_{i}\neq 0\}}가 비가산 집합이면 {\displaystyle \sum _{i\in I}a_{i}=\infty }이다.
즉 {\displaystyle \sum _{i\in I}a_{i}<\infty }이라면
{\displaystyle I'=\bigcup _{n=0}^{\infty }{\left\{i\in I\colon a_{i}>{\frac {1}{n}}\right\}}}
이며
{\displaystyle \left|\left\{i\in I\colon a_{i}>{\frac {1}{n}}\right\}\right|<n\sum _{i\in I}a_{i}<\infty \qquad (\forall n\in \mathbb {N} )}
이므로, {\displaystyle I'}이 가산 개 유한 집합의 합집합이 되어 가산 집합이 되기 때문이다. 이에 기초하여, 함수 {\displaystyle a\colon I\to [0,\infty ]}에 대한 급수 {\displaystyle \sum _{i\in I}a_{i}}는 다음과 같이 가산 집합에 대한 정의로 귀결된다.
{\displaystyle \sum _{i\in I}a_{i}=\sum _{i\in I'}a_{i}}

## 수렴성
급수에게는 여러 유형의 수렴성이 존재하며, 이들 수렴성을 알아내는 많은 종류의 수렴 판정법이 존재한다.

### 발산 급수
수렴급수가 아닌 급수를 발산 급수라고 한다.
예를 들어, 0이 아닌 상수 {\displaystyle c}에 대해 상수항 급수
{\displaystyle \sum _{n=0}^{\infty }c=c+c+c+\cdots }
는 발산 급수이다.
또한 다음의  조화급수 역시 발산한다.
{\displaystyle \sum _{n=1}^{\infty }{1 \over n}={1 \over 1}+{1 \over 2}+{1 \over 3}+{1 \over 4}+{1 \over 5}+{1 \over 6}+{1 \over 7}+{1 \over 8}+\cdots }
{\displaystyle \;\;={1 \over 1}+\left({1 \over 2}\right)+\left({1 \over 3}+{1 \over 4}\right)+\left({1 \over 5}+{1 \over 6}+{1 \over 7}+{1 \over 8}\right)+\cdots }
{\displaystyle >{1 \over 1}+\left({1 \over 2}\right)+\left({1 \over 4}+{1 \over 4}\right)+\left({1 \over 8}+{1 \over 8}+{1 \over 8}+{1 \over 8}\right)+\cdots }
{\displaystyle \;\;\;\;={1 \over 1}+\left({1 \over 2}\right)+\left({1 \over 2}\right)+\left({1 \over 2}\right)+\cdots }
{\displaystyle \;\;\;\;=1+0.5+0.5+0.5+0.5+\cdots }
{\displaystyle \;\;\;\;=1+1+1+\cdots }
{\displaystyle \therefore \;{1 \over 1}+{1 \over 2}+{1 \over 3}+{1 \over 4}+{1 \over 5}+{1 \over 6}+{1 \over 7}+{1 \over 8}+\cdots >1+1+1+\cdots }
또한 이것은 아래의 리만 제타 함수 {\displaystyle \zeta (1)}이기도 하다.
{\displaystyle {1 \over 1^{1}}+{1 \over 2^{1}}+{1 \over 3^{1}}+{1 \over 4^{1}}+{1 \over 5^{1}}+{1 \over 6^{1}}+{1 \over 7^{1}}+{1 \over 8^{1}}+\cdots }

### 조건 수렴
절대 수렴급수가 아닌 수렴급수를 보고 조건 수렴급수라고 한다.
예를 들어, 교대급수
{\displaystyle \sum _{n=1}^{\infty }(-1)^{n-1}{\frac {1}{n}}=1-{\frac {1}{2}}+{\frac {1}{3}}-\cdots }
는 자기 자신은 수렴급수이나, 절댓값을 취한 조화급수는 발산 급수이므로, 조건 수렴급수이다.

### 절대 수렴
급수 {\displaystyle \sum _{n=0}^{\infty }a_{n}}에 항별로 절댓값을 취한 급수 {\displaystyle \sum _{n=0}^{\infty }|a_{n}|}이 수렴급수라면, 원래 급수도 자동으로 수렴급수가 되며, 이 경우 원래 급수를 절대 수렴급수라고 한다.
예를 들어, 기하급수
{\displaystyle \sum _{n=0}^{\infty }\left(-{\frac {1}{2}}\right)^{n}=1-{\frac {1}{2}}+{\frac {1}{4}}-\cdots }
는 자기 자신이 수렴급수이며, 절댓값을 취한
{\displaystyle \sum _{n=0}^{\infty }\left({\frac {1}{2}}\right)^{n}=1+{\frac {1}{2}}+{\frac {1}{4}}+\cdots }
도 수렴급수이므로, 절대 수렴급수이다.

### 수렴 판정법
- (n항판정법) 만약 limn→∞ an = 0이지 않으면, ∑an은 발산한다.
- (비교판정법) 궁극적으로 |an| ≤ |bn|인 경우, ∑bn이 절대수렴하면 ∑an도 절대수렴하며, ∑an이 절대수렴하지 않으면 ∑bn도 절대수렴하지 않는다.
- (비판정법) 만약 궁극적으로 ⁠|an + 1|/|an|⁠ < q이게 되는 q < 1가 존재한다면, ∑an은 절대수렴한다. 만약 궁극적으로 ⁠|an + 1|/|an|⁠ > q이게끔 하는 q > 1가 존재한다면, ∑an은 절대수렴하지 않는다.
- (근판정법) 만약 궁극적으로 |an|⁠1/n⁠ < q이게 되는 q < 1가 존재한다면, ∑an은 절대수렴한다. 만약 궁극적으로 |an|⁠1/n⁠ > q 이게끔 하는 q > 1가 존재한다면, ∑an은 절대수렴하지 않는다.
- (적분판정법) 만약 f 가 [1, ∞)에서 단조감소하고 f (n) = an(n = 1, 2, ...)이면, ∑an과 ∫∞
1 f (x)dx는 동시에 수렴하거나 동시에 발산한다.
- (코시 응집판정법) an이 음이 아니며 단조감소하는 경우, ∑an과 ∑2ka2k은 동시에 수렴하거나 동시에 발산한다.
- (교대급수판정법) 만약 an이 단조감소하며 0으로 수렴한다면, ∑(-1)nan은 수렴한다.
- (디니 판정법)

## 같이 보기
- 총합
- 수렴 판정법
- 수열의 곱
- 조화급수
- 베르누이 수
- 자연로그의 밑
- 수열의 합

## 참고 문헌
- Tao, Terence (2016). 《Analysis I》. Texts and Readings in Mathematics (영어) 37 3판. Singapore: Springer. doi:10.1007/978-981-10-1789-6. ISBN 978-981-10-1789-6. ISSN 2366-8725. LCCN 2016940817.